# Yaya DaCosta
Yaya DaCosta, pseudonimo di Camara DaCosta Johnson (New York, 15 novembre 1982), è un'attrice e modella statunitense, seconda classificata nella terza edizione di America's Next Top Model.

## Filmografia

### Cinema
- Ti va di ballare? (Take the Lead), regia di Liz Friedlander (2006)
- Honeydripper, regia di John Sayles (2007)
- Oltre le regole - The Messenger (The Messenger), regia di Oren Moverman (2009)
- I ragazzi stanno bene (The Kids Are All Right), regia di Lisa Cholodenko (2010)
- Tron: Legacy, regia di Joseph Kosinski (2010)
- In Time, regia di Andrew Niccol (2011)
- Shanghai Hotel, regia di Jerry Allen Davis (2011)
- Rapina a Belfast, regia di Terry George (2011)
- The Butler - Un maggiordomo alla Casa Bianca (The Butler), regia di Lee Daniels (2013)
- Mother of George, regia di Andrew Dosunmu (2013)
- Big Words, regia di Neil Drumming (2013)
- Mai così vicini (And So It Goes), regia di Rob Reiner (2014)
- The Nice Guys, regia di Shane Black (2016)
- Peel - Famiglia cercasi (Peel), regia di Rafael Monserrate (2019)
- Bolden, regia di Daniel Pritzker (2019)

### Televisione
- Eve – serie TV, episodio 2x16 (2005)
- La valle dei pini (All My Children) – soap opera, 44 puntate (2008)
- Corsa per la vita (Racing for Time), regia di Charles S. Dutton – film TV (2008)
- Ugly Betty – serie TV, 7 episodi (2009)
- Law & Order - Unità vittime speciali (Law & Order: Special Victims Unit) – serie TV, episodio 11x10 (2009)
- Mercy – serie TV, episodio 1x17 (2010)
- Army Wives - Conflitti del cuore (Army Wives) – serie TV, episodio 4x14 (2010)
- Body of Proof – serie TV, episodio 1x3 (2011)
- Dr. House - Medical Division (House, M.D.) – serie TV, episodi 8x08-8x10 (2011-2012)
- Weekends at Bellevue, regia di Jack Bender – film TV (2011)
- Dark Horse, regia di Roland Emmerich – film TV (2012)
- Unforgettable – serie TV, episodio 3x04 (2014)
- Whitney, regia di Angela Bassett – film TV (2015)
- Chicago Med – serie TV, 122 episodi (2015-2022)
- Chicago Fire – serie TV, 12 episodi (2016-2021)
- Chicago P.D. – serie TV, episodi 4x14-5x02-7x04 (2017-2019)
- Faith Under Fire, regia di Vondie Curtis-Hall – film TV (2018)
- Our Kind of People – serie TV, 12 episodi (2021-2022)
- Avvocato di difesa - The Lincoln Lawyer (The Lincoln Lawyer) – serie TV, 19 episodi (2023-2024)

## Doppiatrici italiane
Nelle versioni in italiano delle opere in cui ha recitato, YaYa DaCosta è stata doppiata da:
- Benedetta Degli Innocenti in Chicago Med, Chicago Fire, Chicago PD
- Alessia Amendola in Ti va di ballare?, I ragazzi stanno bene
- Emanuela Damasio in Dr. House - Medical Division
- Chiara Gioncardi in The Butler - Un maggiordomo alla Casa Bianca
- Silvia Avallone in The Unforgettable
- Tatiana Dessi in The Nice Guys
- Mattea Serpelloni in The Lincoln Lawyer